# Palazzo Angelo Giovanni Spinola

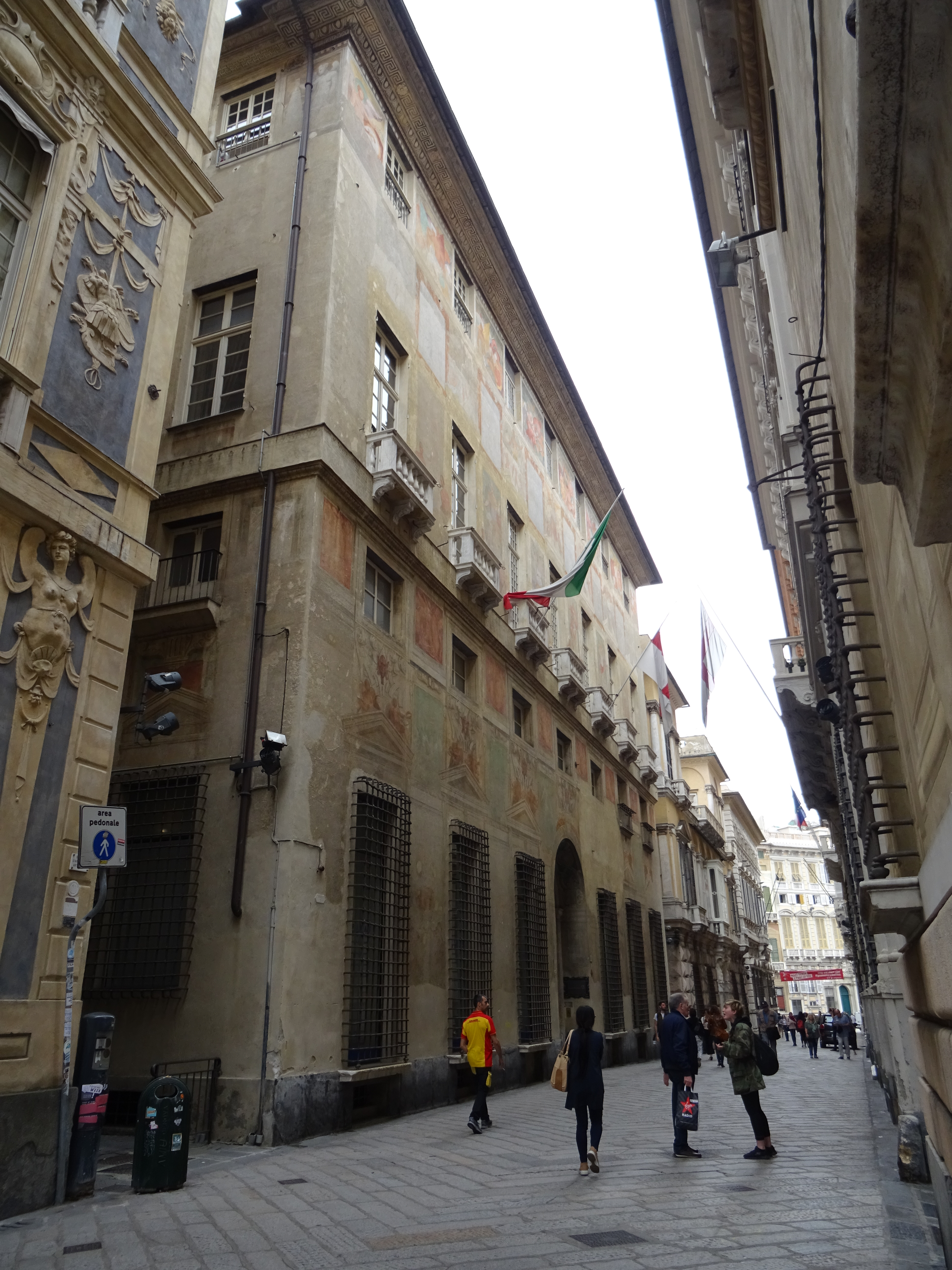
Fassade zur Via Garibaldi

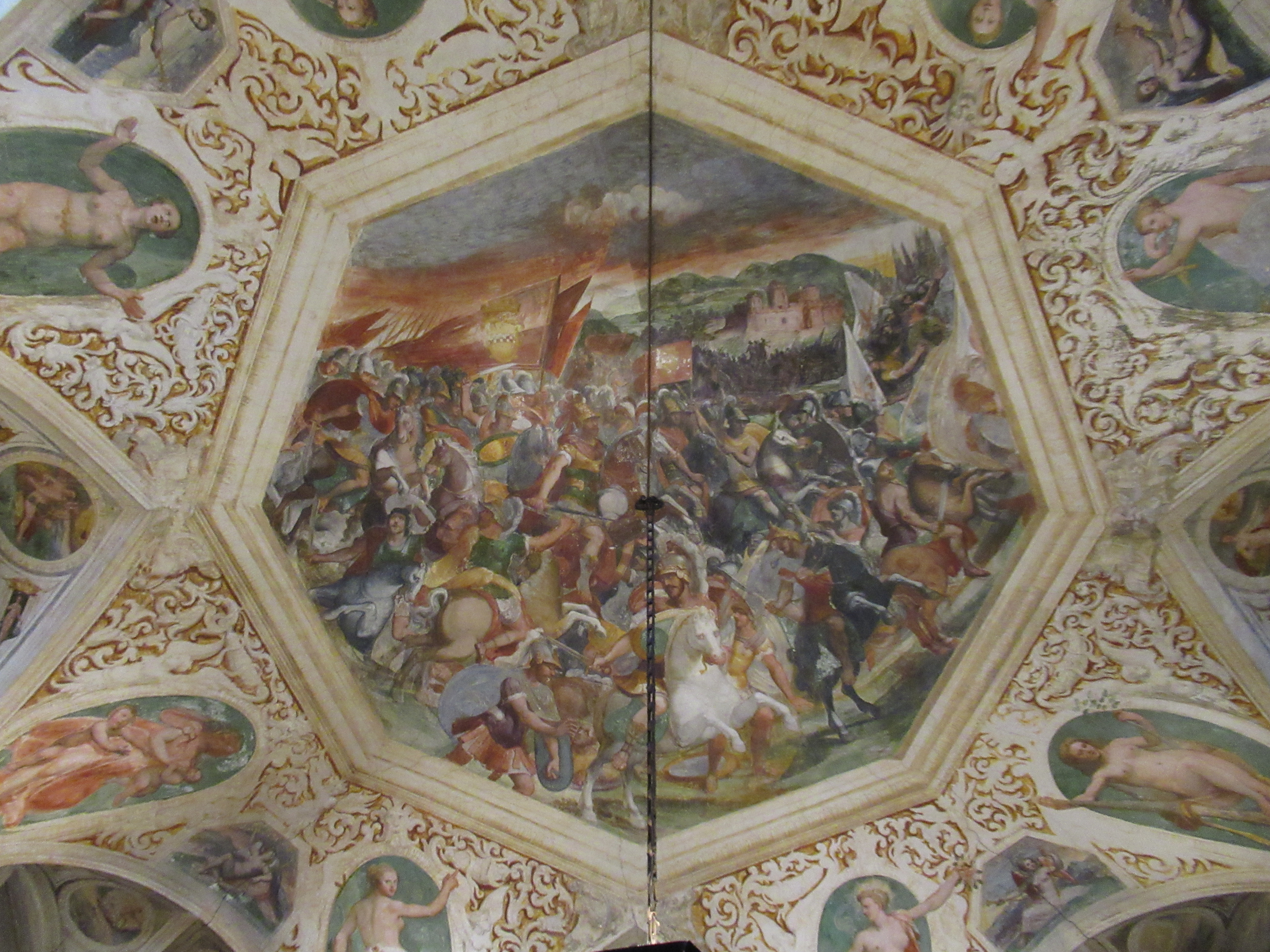
Decken-Fresko im Eingangsbereich

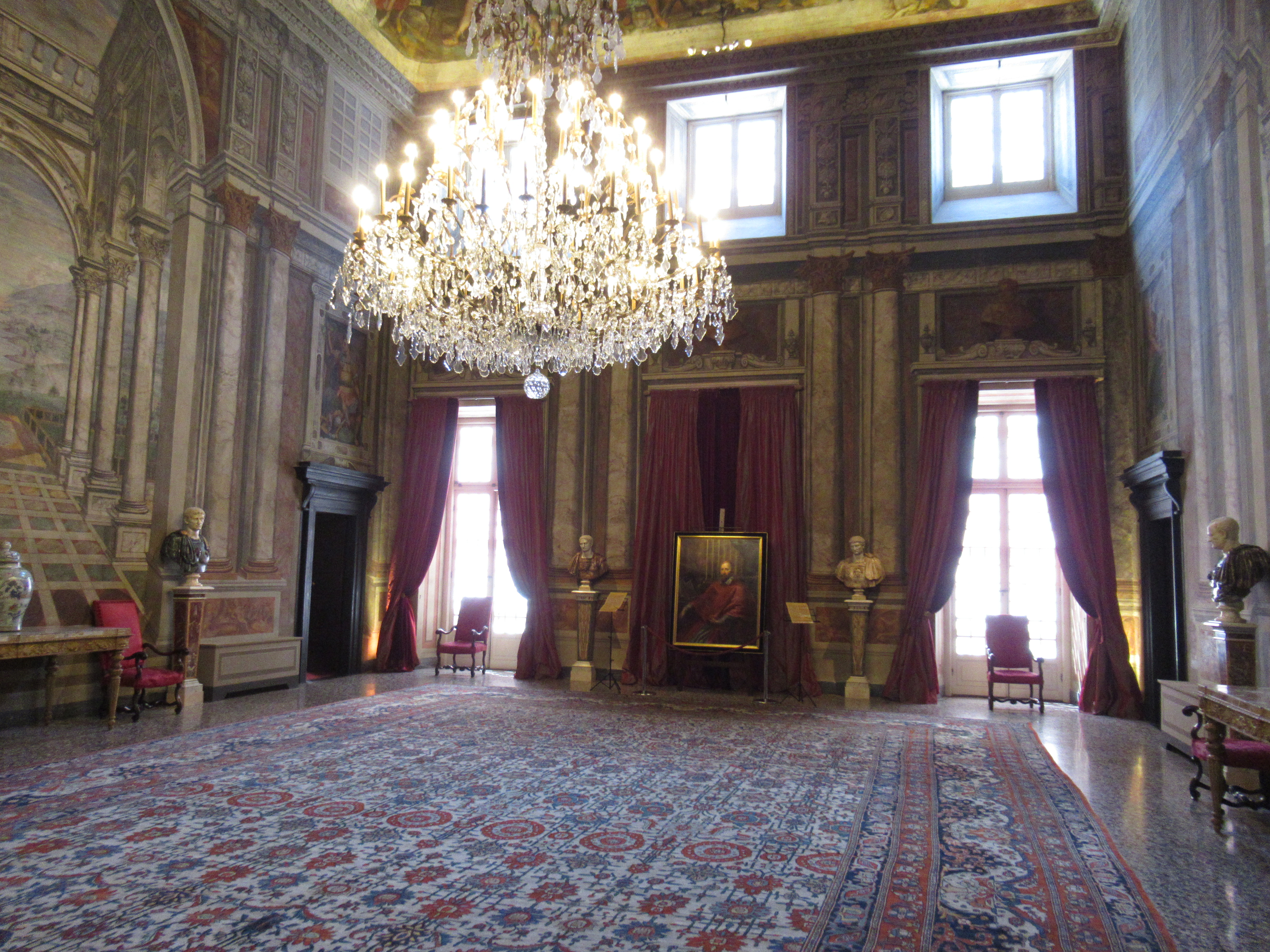
Salon

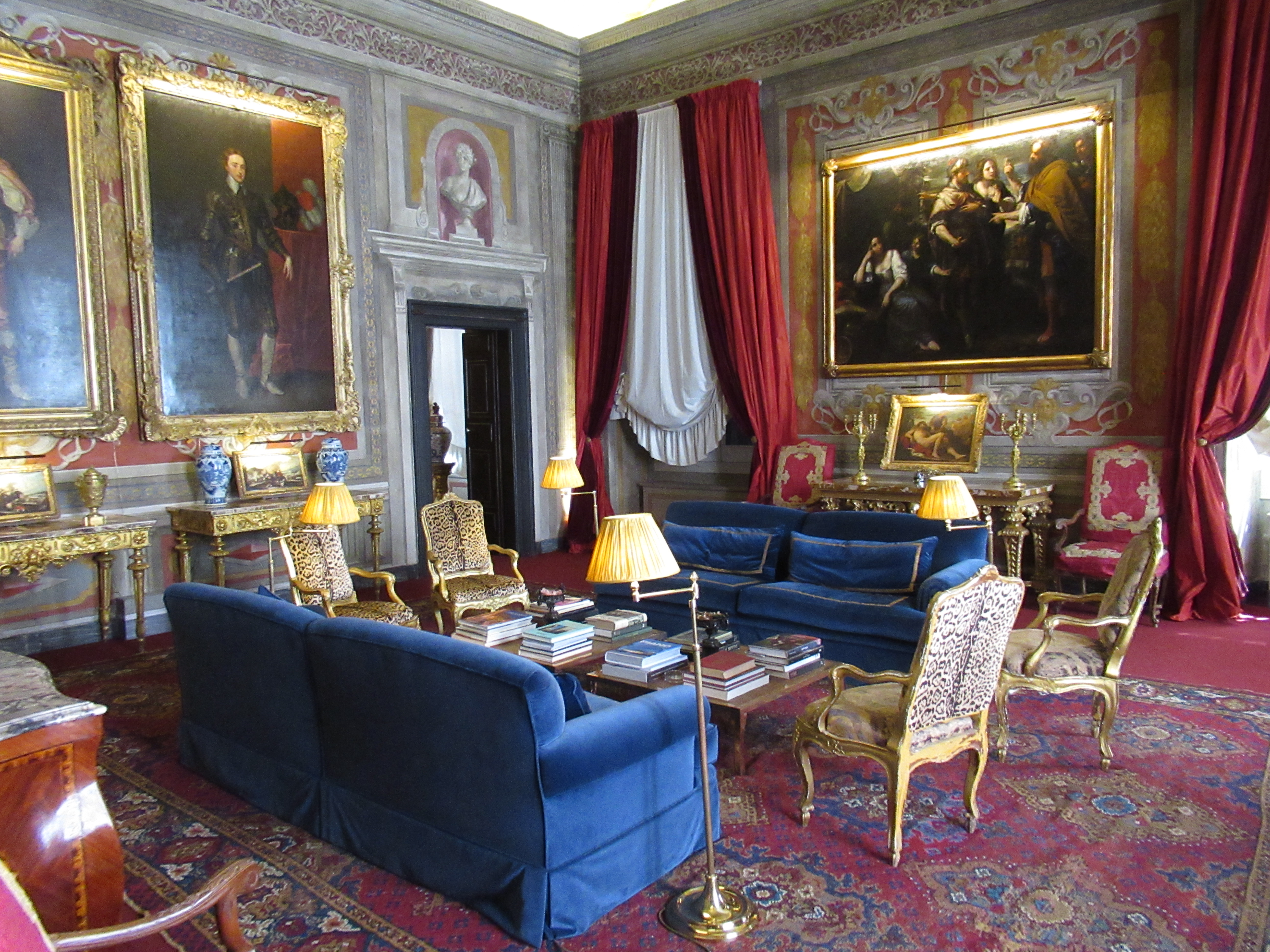
Saal im Piano nobile

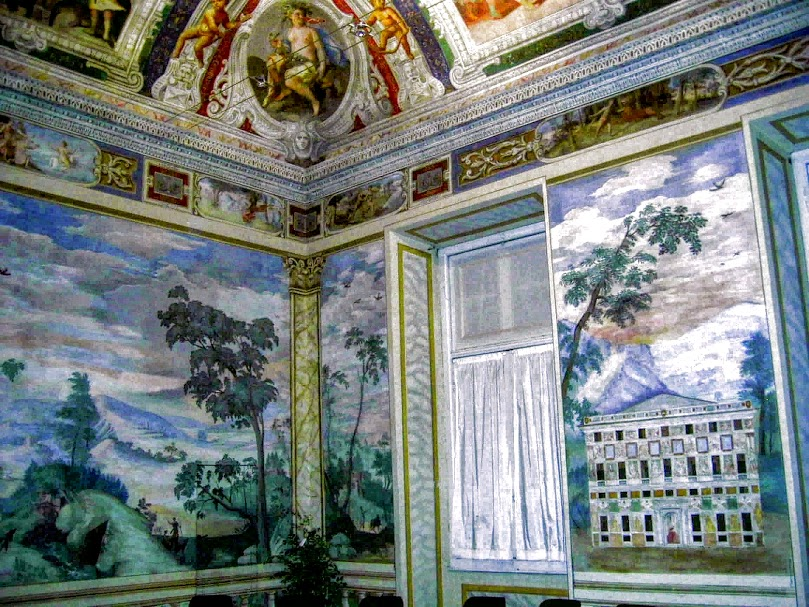
Palazzo di Angelo Giovanni Spinola als Fresco im Palast (rechts unten)

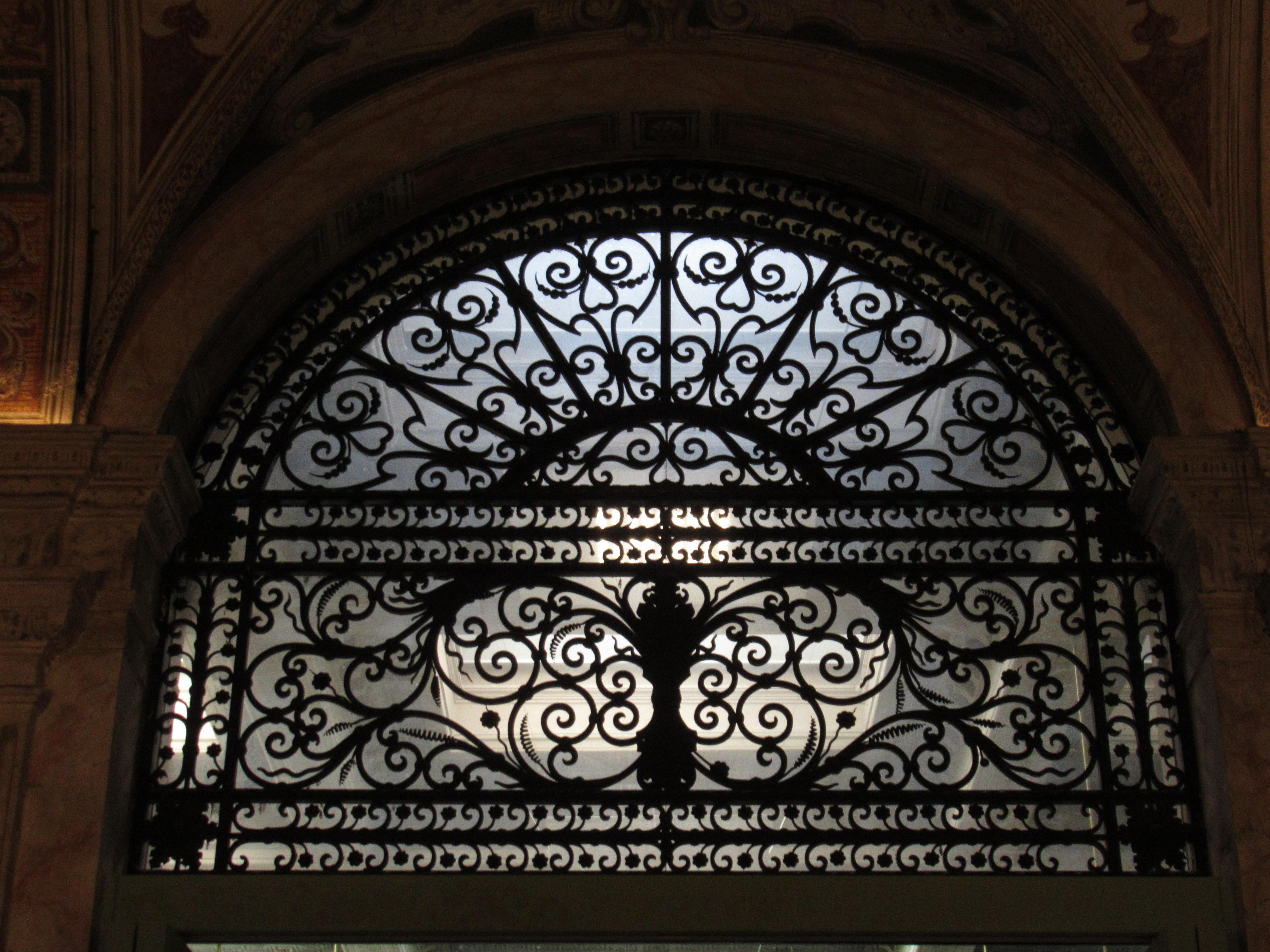

Der Palazzo Angelo Giovanni Spinola ist ein Stadtpalast in Genua, der Teil des Welterbes der UNESCO „Genoa: Le Strade Nuove and the system of the Palazzi dei Rolli“ (deutsch: Genua: Le Strade Nuove und die Palazzi dei Rolli) ist. Das Gebäude liegt an der Via Garibaldi 5.

## Geografische Lage
Der Palazzo Angelo Giovanni Spinola steht an der Nordseite der Strade Nuove, heute: Via Garibaldi, vom östlichen Zugang gesehen in dritter Position. Das Grundstück war das größte in der Straße, ist in der Tiefe weitläufig, weist aber im hinteren Bereich eine relativ steile Hanglage auf.

## Geschichte
Bauherr war der Bankier Angelo Giovanni Spinola di Luccoli, Marquis von Arquata, Botschafter der Republik Genua in Spanien. Der Bau begann 1558, der Bauherr aber starb bereits 1560, ohne die Fertigstellung des Gebäudes erlebt zu haben. Architekt war Giovanni Ponzello.
Als einer der Palazzi dei Rolli war der Palazzo Angelo Giovanni Spinola in den Rolli von 1576 bis 1664 eingetragen. Nach deren Klassifizierung, den „bussoli“, zählte er meist zur Klasse eins, nur 1588 zur Klasse zwei (zu den Einzelheiten dieser Eintragungen vergleiche hier). Das Gebäude ist auch in dem Werk von Peter Paul Rubens über die Genueser Stadtpaläste ausführlich dokumentiert.
Das Gebäude befand sich mehr als drei Jahrhunderte im Besitz von Mitgliedern der Familie Spinola. 1919 erwarb es die Crédit commercial de France, die den Innenhof überdachte. Von 1919 bis 1928 wurde im rückwärtigen Bereich des Grundstücks die Galleria Garibaldi, ein Straßentunnel, gebaut, wobei die Fläche des Gartens zerstört wurde. 1926 übernahm die Banca d'America e d'Italia das Gebäude, die 1986 in der Deutschen Bank aufging, der das Gebäude heute gehört. Von 1930 bis 2009 beherbergte das gesamte Piano nobile den „Circolo Artistico Tunnel“, den exklusivsten Club Genuas, so dass auch bei der Einrichtung von Speisesälen, Salons, Bar, Bibliothek und Spielzimmern die Qualität eines aristokratischen Hauses erhalten blieb.

## Gebäude
Das Problem der Hanglage im hinteren Grundstücksteil löste der Architekt in der Weise, dass er das Erdgeschoss im Hang enden ließ und dort in der Mittelachse eine Grotte einbaute. Der Hang wurde im Übrigen als terrassierter Garten gestaltet. Diese Situation ist durch Überbauung verloren, aber im Wandfresko, Andrea Semino zugeschrieben, zeigt im ersten Stock den Palazzo in seinem ursprünglichen Aussehen.
Die Fassade ist mit Fresken bemalt, die von LazzaroTavarone und den Brüdern Lazzaro und Pantaleo Calvi stammen. Der Erhaltungszustand der Fresken ist heute nicht gut. Selbst die Fenstergewände und die Tympana aus „Marmor“ sind aufgemalt. Im ersten Stock befinden sich zwischen den Fenstern gemalte Figuren römischer Kaiser, darunter Nero und Claudius, die auf hohen Sockeln sitzen und zu deren Füßen Gefangenenpaare stehen. In den oberen Stockwerken sind männliche und weibliche Figuren zu sehen. Der Eingangsraum hat einen quadratischen Grundriss, der sich in einem achteckigen Gewölbe auflöst. Die Haupttreppe befindet sich neben dem rückwärtig gelegenen Hof und besteht aus zwei langen Läufen.
Das Gebäude kommt ganz ohne Marmor und weitgehend ohne architektonische Verzierungen aus. Die Wandflächen waren ausschließlich für gemalte Dekorationen vorgesehen. Diese wurden im letzten Jahrzehnt des 16. Jahrhunderts von Giulio Spinola, dem ältesten Sohn des ursprünglichen Bauherren, beauftragt. Im Erdgeschoss sind an den Decken Themen aus der Familiengeschichte abgebildet, die die Brüder Calvi schufen. Die verschiedenen Mitglieder der Familie erscheinen als Condottieri, ein Bezug auf die eigene Größe und Tapferkeit. Das zentrale Fresko im Eingangsraum stellt eine Schlacht gegen die Florentiner dar, in der die Genueser Truppen von Gherardo Spinola kommandiert wurden. Im Vestibül und in zahlreichen Räumen des Erdgeschosses finden sich weitere militärische Darstellungen, darunter die Seeschlacht von Lepanto und Dekorationen mit mythologischen Motiven.
Im ersten Stock werden Zyklen aus der griechischen und römischen Geschichte dargestellt: Im Vorzimmer befindet sich von Bernardo Castello ein Gemälde mit der Familie Dareios III. zu Füßen Alexanders des Großen von 1592. Im Salon malte Andrea Semino die Begegnung zwischen Alexander dem Großen mit der Königin der Amazonen. In Räumen des Ostflügels malte Bernardo Castello Szenen mit Antonius, Octavian und Scipio. Die Räume im Westen gestaltete Lazzaro Tavarone, einen Saal mit Szenen zu Cäsar und einen mit Szenen zu Pompejus.

## Der Palazzo bei Rubens
|  |  |  |  |

|  |  |  |  |